# Jimmy Chamberlin
Jimmy Chamberlin, właśc. James Joseph Chamberlin (ur. 10 czerwca 1964 w Joliet w stanie Illinois) – amerykański perkusista, członek rockowej grupy The Smashing Pumpkins. Przed dołączeniem do zespołu w roku 1988 zdobywał doświadczenie, grając w klubach jazzowych w Chicago.
W 2007 roku muzyk został sklasyfikowany na 24. miejscu listy 50 najlepszych perkusistów rockowych według Stylus Magazine.

## Działalność artystyczna
Jako członek The Smashing Pumpkins, Chamberlin brał czynny udział w nagraniu trzech pierwszych albumów grupy: Gish (1991), Siamese Dream (1993) oraz Mellon Collie and the Infinite Sadness (1995). W roku 1996, gdy grupa była na szczycie popularności, dały o sobie znać dręczące muzyka od dłuższego czasu problemy z narkotykami. Podczas trasy koncertowej promującej Mellon Collie and the Infinite Sadness, gdy zespół przebywał w Nowym Jorku, Chamberlin i towarzyszący w trasie klawiszowiec Jonathan Melvoin zażyli heroinę w pokoju hotelowym. Melvoin przedawkował, co skończyło się dla niego śmiercią, mocno nagłośnioną przez media. Kilka dni po incydencie Chamberlin został wyrzucony z zespołu, a w dalszej części trasy jego miejsce przy perkusji zajmowali zastępcy. On sam udał się na odwyk. Jeszcze pod koniec roku dołączył do grupy The Last Hard Men, której liderem był Sebastian Bach, wcześniej wokalista grupy Skid Row. Zespół wydał jednak tylko jeden album.
Chamberlin niespodziewanie ponownie wszedł w skład The Smashing Pumpkins w roku 1999, towarzysząc im w trasie koncertowej promującej album Adore. Następnie brał udział w nagraniu ostatnich dwóch płyt zespołu: Machina/The Machines of God i Machina II/The Friends & Enemies of Modern Music. Zespół rozpadł się w roku 2000, po trasie promującej Machinę.
Chamberlin w roku 2001 wszedł razem z frontmanem The Smashing Pumpkins, Billym Corganem w skład grupy Zwan. Nagrała ona jeden album, Mary Star of the Sea, aby rozpaść się w roku 2003.
W kwietniu 2002 Chamberlin ożenił się z Lori Wilton. Ich córka, Audrey Ella, przyszła na świat w grudniu tego samego roku; w marcu 2006 urodził się ich syn, Lucas Merriweather.
Następnie Chamberlin założył zespół Jimmy Chamberlin Complex, z którym wydał płytę, Life Begins Again, w roku 2004. Perkusista współpracował także z Jello Biafrą, byłym wokalistą grupy Dead Kennedys.
Billy Corgan ogłosił w kwietniu 2004 roku, że ma w planach współpracę z Chamberlinem w niedalekiej przyszłości. Po gościnnym udzieleniu się na Life Begins Again ogłosił on oficjalnie chęć reaktywacji The Smashing Pumpkins. 20 kwietnia 2006, na oficjalnej stronie grupy, www.smashingpumpkins.com, że „To już oficjalna wiadomość. The Smashing Pumpkins obecnie tworzą piosenki na ich nadchodzący album, pierwszy od 1999 roku”. Poza Corganem i Chamberlinem w skład grupy weszli Jeff Schroeder w miejsce gitarzysty Jamesa Ihy i Ginger Reyes, zastępująca basistkę D’arcy Wretzky. Po raz pierwszy od siedmiu lat The Smashing Pumpkins wystąpili w Paryżu 22 maja 2007. 10 lipca wydany został nowy album grupy, Zeitgeist.

## Filmografia
- Rush: Beyond the Lighted Stage (2010, film dokumentalny, reżyseria: Sam Dunn, Scot McFadyen)[3]